# Faverolles (Aisne)
Faverolles és un municipi francès situat al departament de l'Aisne i a la regió dels Alts de França. L'any 2007 tenia 343 habitants.

## Demografia

### Població
El 2007 la població de fet de Faverolles era de 343 persones. Hi havia 116 famílies de les quals 16 eren unipersonals (4 homes vivint sols i 12 dones vivint soles), 40 parelles sense fills, 52 parelles amb fills i 8 famílies monoparentals amb fills.
La població ha evolucionat segons el següent gràfic:
Habitants censats

### Habitatges
El 2007 hi havia 146 habitatges, 116 eren l'habitatge principal de la família, 18 eren segones residències i 12 estaven desocupats. 144 eren cases i 2 eren apartaments. Dels 116 habitatges principals, 84 estaven ocupats pels seus propietaris, 24 estaven llogats i ocupats pels llogaters i 8 estaven cedits a títol gratuït; 4 tenien dues cambres, 14 en tenien tres, 29 en tenien quatre i 69 en tenien cinc o més. 92 habitatges disposaven pel capbaix d'una plaça de pàrquing. A 43 habitatges hi havia un automòbil i a 65 n'hi havia dos o més.

### Piràmide de població
La piràmide de població per edats i sexe el 2009 era:
| Homes | Edats   | Dones |
| ----- | ------- | ----- |
| 0     | 95 o +  | 0     |
| 0     | 90 a 94 | 0     |
| 0     | 85 a 89 | 0     |
| 0     | 80 a 84 | 0     |
| 4     | 75 a 79 | 4     |
| 4     | 70 a 74 | 4     |
| 12    | 65 a 69 | 0     |
| 12    | 60 a 64 | 4     |
| 4     | 55 a 59 | 4     |
| 12    | 50 a 54 | 8     |
| 20    | 45 a 49 | 8     |
| 12    | 40 a 44 | 12    |
| 24    | 35 a 39 | 16    |
| 8     | 30 a 34 | 16    |
| 12    | 25 a 29 | 8     |
| 0     | 20 a 24 | 0     |
| 12    | 15 a 19 | 0     |
| 24    | 10 a 14 | 8     |
| 24    | 5 a 9   | 16    |
| 8     | 0 a 4   | 8     |

## Economia
El 2007 la població en edat de treballar era de 232 persones, 168 eren actives i 64 eren inactives. De les 168 persones actives 151 estaven ocupades (95 homes i 56 dones) i 18 estaven aturades (7 homes i 11 dones). De les 64 persones inactives 17 estaven jubilades, 21 estaven estudiant i 26 estaven classificades com a «altres inactius».

### Ingressos
El 2009 a Faverolles hi havia 116 unitats fiscals que integraven 343 persones, la mediana anual d'ingressos fiscals per persona era de 17.735 €.

### Activitats econòmiques
Dels 9 establiments que hi havia el 2007, 2 eren d'empreses de fabricació d'altres productes industrials, 4 d'empreses de construcció, 2 d'empreses de serveis i 1 d'una empresa classificada com a «altres activitats de serveis».
Dels 4 establiments de servei als particulars que hi havia el 2009, 2 eren paletes, 1 guixaire pintor i 1 fusteria.
L'any 2000 a Faverolles hi havia 4 explotacions agrícoles que ocupaven un total de 816 hectàrees.

## Equipaments sanitaris i escolars
El 2009 hi havia una escola elemental integrada dins d'un grup escolar amb les comunes properes formant una escola dispersa.

## Poblacions més properes
El següent diagrama mostra les poblacions més properes.